# Бечене

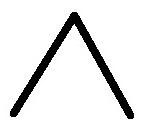
Тамга туркменского племени бечене согласно Абу-л-Гази

Бечене (также печенег; туркм. beçene) — огузское (туркменское) племя, ведущее своё происхождение от одного из 24-х внуков Огуз-хана, древнего родоначальника туркмен и героя-прародителя других тюркских народов.

## Происхождение
Автор тюркского энциклопедического словаря Диван лугат ат-турк, филолог и лексикограф Государства Караханидов XI—XII вв. Махмуд аль-Кашгари, упоминает племя бечене в списке 22 родов огузов (туркмен) в форме печенег:
«Огуз — одно из тюркских племен (кабиле), они же туркмены. Они состоят из 22 родов…Девятнадцатый — Печенег».
В своем произведении «Джами ат-таварих» (Сборник Летописей), глава «Легенды об Огуз-хане. Племенное деление туркмен», историк Государства Хулагуидов Рашид ад-Дин указывает на то, что племя бечене было одним из 24 племен огузов (туркмен):
«Потомки ветви Огуза. У него, как будет ниже изложено, было шесть сыновей: каждый из них имел четыре сына. Огуз дал им правое и левое крыло войска в таком порядке: ... КОК-ХАН – Бауюндур, Джавулдур, Бечене, Чепни».
Об этом также сообщает и хивинский хан и историк XVII в. Абу-ль-Гази в своем труде «Родословная туркмен»
«Имя старшего сына Кок-хана — Байындыр, второй [сын] — Бечене, третий —Чавулдур, четвертый — Чепни.».
С.П.Толстов отождествляет племя бечене (печенег) с древним сакским племенем апасиаков.

## История
Племя бечене, упоминаемое средневековыми историками Ибн-Руста и Ибн-Фадланом в форме печенег, проживало в IX-X вв. в Приаралье в районе Устюрта, а Аль-Масуди рассказывает об их борьбе с другими огузскими племенами и маджарами в низовьях Сырдарьи. В результате этой борьбы, племя бечене было вытеснено из Центральной Азии к Волге и, впоследствии, сыграло большую роль в событиях, происходивших в Восточной Европе и Византии, став известным в исторических источниках под именем печенегов .
Согласно средневековым историкам, в сельджукское время беглербеки племен бечене и човдур  возглавляли левое крыло огузского войска.

## Топонимия
Племя бечене оставило свои следы в топонимии Крыма (деревня Биченак), Азербайджана (деревня Биченак в Нахичеванской Автономной Республике), Турции (село Печенек, ил Анкара) . Восточноевропейская часть бечене (печенеги) оставила следы в топонимике ряда европейских стран:
- Печенеги - поселок в Харьковской области Украины;
- Печенежин - поселок в Ивано-Франковской области Украины;
- Беджене - село в Болгарии;
- Печеневце - село в Сербии;
- Бешеново - село в Сербии;
- Бешеновачки-Прнявор - село в Сербии;
- Печинеага - коммуна в Румынии;
- Бешенётелек - деревня в Венгрии;
- Бешенед - деревня в Венгрии;
- Ладбешеньо - село в Венгрии;
- Бешеньо - село в Венгрии;
- Печенице - село в Словакии;
- Бешенёва - село в Словакии  ;
- Печенады - село в Словакии;
- Бешенов - село в Словакии;
- Потшинг - город в Австрии